# Anubias
Genre
Anubias est un genre de plantes aquatiques ou semi-aquatiques monocotylédones de la famille des Araceae. Il regroupe des plantes à croissance plus ou moins lente. Les feuilles de ces plantes sont coriaces et restent délaissées par les plus gros poissons, les phytophages les ignorent. Ces plantes ne nécessitent pas de terre et peuvent être accrochées à un objet tel une racine.

## Culture
Dans la plupart des cas, les Anubias sont de culture facile et s'accommodent facilement aux différents paramètres d'une eau. Elles supportent un éclairage plutôt faible. Un aquarium volumineux leur permettra de se développer correctement. Elles ne sont pas très exigeantes, elles se contentent parfaitement d'une racine comme substrat.

### Conseil
Le rhizome doit de préférence être placé hors du simple sable mais peut-être dans du sable caillouteux.

### Multiplication
Le rhizome est une tige située en surface du sédiment et qui se divise régulièrement. Les nouvelles plantes se forment aux extrémités des ramifications que l'on peut sectionner. Il est important d'attendre que la jeune pousse contienne 4 à 5 feuilles avant de la séparer du pied mère.

## Espèces
Les différentes espèces du genre Anubias,, :
- Anubias afzelii Schott
- Anubias barteri Schott
- Anubias barteri var. angustifolia (Engler) Crusio
- Anubias barteri var. barteri
- Anubias barteri var. caladiifolia Engler
- Anubias barteri var. glabra N.E. Brown
- Anubias barteri var. nana[5] (Engler) Crusio
- Anubias congensis N.E. Brown
- Anubias gigantea Chevalier ex Hutchinson
- Anubias gilletii De Wildeman & Durand
- Anubias gracilis Chevalier ex Hutchinson
- Anubias hastifolia Engler
- Anubias heterophylla Engler
- Anubias pynaertii De Wildeman